# Pleistodontes longicaudus
Pleistodontes longicaudus är en stekelart som beskrevs av Wiebes 1977. Pleistodontes longicaudus ingår i släktet Pleistodontes och familjen fikonsteklar.
Artens utbredningsområde är Papua Nya Guinea. Inga underarter finns listade i Catalogue of Life.